# Me and Mr Jones on Natalee-Island
Pour plus de détails, voir Fiche technique et Distribution.
Me and Mr Jones on Natalee-Island est un film sorti en 2011 aux Pays-Bas, réalisé par Paul Ruven et Marian Batavier.

## Synopsis
Cinq ans après la disparition d'une étudiante du secondaire nommée Natalee Ann Holloway à Aruba, une île des Antilles, un journaliste ambitieux veut entrer par infraction dans la maison du meurtrier présumé Joran van der Sloot pour forcer une percée dans l'affaire. Une escorte, qui vient d'apprendre qu'il ne lui reste que quelques jours à vivre en raison d'une leucémie, tombe amoureuse de lui. Bien que l'histoire concerne un cas de crime mystérieux non résolu, c'est avant tout une histoire d'amour entre deux personnes qui sont seuls et qui se cherchent.

## Fiche technique
- Titre : Me and Mr Jones on Natalee-Island
- Réalisation : Paul Ruven
- Scénario : Marian Batavier et Paul Ruven
- Musique : Matthijs Kieboom et Martijn Schimmer
- Photographie : Joost van Herwijnen
- Montage : Jurriaan van Nimwegen
- Production : René Huybrechtse et Paul Ruven
- Société de production : Talent United Film & TV
- Pays :  Pays-Bas
- Genre : drame, thriller
- Durée : 88 minutes
- Dates de sortie : 
  -  Pays-Bas : février 2011

## Distribution
- Robert de Hoog : Remmy Jones
- Hanna Verboom : Eva

## Un film inspiré de faits réels
Le film fait référence à une disparition réelle, celle de Natalee Ann Holloway, une étudiante américaine venue à Aruba en vacances. Au début de l'enquête sur sa disparition un dénommé Joran van der Sloot, un étudiant hollandais, a effectivement été soupçonné, car il avait quitté la boîte de nuit avec elle, où celle-ci s'était rendue avec des camarades de classe. Bien qu'il ait été arrêté, il n'a jamais avoué l'avoir tuée, mais il prétend qu'il l'a laissée sur la plage et laissé croire qu'elle se serait probablement morte en raison de l'abus d'alcool et peut-être aussi de médicaments. On a cherché son corps dans les dunes, mais on ne l'a jamais retrouvée. Toutefois, Joran van der Sloot fut condamné plusieurs années plus tard au Pérou pour le meurtre d'une autre jeune femme, Flores Ramirez, ce qui laisse supposer qu'il était peut-être coupable pour le meurtre de Natalee Ann Holloway.

## Tournage
Les scènes ont été tournées directement à Aruba en mer des Caraïbes.

## Bande-son
Dans ce film, 2 chansons du groupe de rock/metal symphonique Within Temptation ont été utilisées, Where is the edge et Lost. La chanson Redefine de Wowfactor apparaît aussi.

## Novélisation
L'auteur Simone de Jong a écrit son livre Me & Mr Jones en se basant sur les scénarios de Paul Ruven et de Marian Batavier.